# Koneck
Koneck – wieś w Polsce położona w województwie kujawsko-pomorskim, w powiecie aleksandrowskim, w gminie Koneck.

## Podział terytorialny
W latach 1954–1972 wieś należała i była siedzibą władz gromady Koneck. W latach 1975–1998 miejscowość administracyjnie należała do województwa włocławskiego. Miejscowość jest siedzibą gminy Koneck, a także sołectwem – zobacz jednostki pomocnicze gminy Koneck w BIP.

## Demografia
Według Narodowego Spisu Powszechnego (III 2011 r.) liczył 641 mieszkańców. Jest drugą co do wielkości miejscowością gminy Koneck.

## Historia
W wieku XIX Koneck, wieś i dobra w powiecie nieszawskim, gminie Straszewo, parafii Koneck, odległość od Włocławka wiorst 35, od Nieszawy 11, od granicy pruskiej 4 wiorsty, przechodzi tędy trakt do Torunia.
Po upadku starego kościoła w Konecku około roku 1580 nowy wystawił Łukasz Grabski kasztelan kruszwicki, choć był heretykiem. Kościół wystawiony za jego staraniem poświęcony był przez Stanisława Karnkowskiego biskupa włocławskiego. Budynek był drewniany pw. św. Stanisława biskupa, chociaż dawny nosił tytuł św. Prokopa. Tylko ołtarz kościelny zachował oba tytuły, bo miał dwa obrazy śś. Prokopa i Stanisława, pięknie malowane, które sprawił kolator katolik Marcin Grabski.
Po pożarze tego kościoła, drugi, który dziś stoi (rok 1885), wystawiła Helena z Walewskich primo voto Grabska, secundo voto Zakrzewska, kasztelanka kruszwicka, w roku 1828.
Kościół był drewniany, niepoświęcony tylko błogosławiony. Prócz czynszów i pól w samym Konecku, kościół miał jeszcze w uposażeniu wieś Parochowo. Około roku 1630 zapisał kościołowi 4000 florenów Wojciech Pijanowski, od których to kwot proboszcz pobierał procentu florenów 280, z tego też część oddawał rektorowi szkoły, organiście i biednym. Wkrótce jednak ta fundacja upadła.
W roku 1827 Koneck miał 38 domów, 406 mieszkańców. Dobra Konecko składają się z folwarków Koneck i Zieleniec, rozległość wynosi mórg 1489 .
Charakterystyka dóbr Koneck
Gleba w połowie pszenna I klasy, w połowie żytnia I i II klasy.
Folwark Koneck grunta orne i ogrody mórg 808, łąk mórg 77, pastwisk mórg 48, lasu mórg 22, nieużytki i płace mórg 55, razem mórg 1010, bud. mur. 5, z drzewa 13, płodozmian 6 i 14-polowy.
Folwark Zieleniec grunta orne i ogrody mórg 113, łąk mórg 60, lasu mórg 283, nieuż. i place mórg 8, razem mórg 464, nadto w posiadaniu wieczysto – czynszowym mórg 15, budynków murowanych 2, z drzewa 1, płodozmian 7-polowy, wiatrak.
- Wieś Koneck osad 50, z gruntem mórg 70,
- wieś Holendry Koneckie osad 5, z gruntem mórg 130,
- wieś Wincentowo osad 12, z gruntem mórg 16,
- wieś Biesiekierz osad 8, z grnn. mórg 8,
- wieś Zieleniec osad 6, z gruntem mórg 6,
- wieś Zapustki osad 11, z gruntem mr, 14,
- wieś Młynek os 9, z gruntem mórg 8,
- wieś Opalonka osad 10, z gruntem mórg 225,
- wieś Pomiany osad 9, z gruntem mórg 10[8].

## Zabytki
Według rejestru zabytków NID na listę zabytków wpisany jest kościół parafialny pw. św. Prokopa z 1902, nr rej.: A/485 z 29.07.1993.